# Hreinn Halldórsson
Hreinn Halldórsson (Islandia, 3 de marzo de 1949) es un atleta islandés retirado especializado en la prueba de lanzamiento de peso, en la que consiguió ser campeón europeo en pista cubierta en 1977.

## Carrera deportiva
En el Campeonato Europeo de Atletismo en Pista Cubierta de 1977 ganó la medalla de oro en el lanzamiento de peso, llegando hasta los 20.59 metros, superando al británico Geoff Capes (plata con 20.46 metros) y al polaco Władysław Komar.